# Ascidiota
Ascidiota là một chi rêu trong họ Porellaceae.